# Kishidaia albimaculata
Kishidaia albimaculata är en spindelart som först beskrevs av Saito 1934.  Kishidaia albimaculata ingår i släktet Kishidaia och familjen plattbuksspindlar. Inga underarter finns listade i Catalogue of Life.